# Astrid Seriese

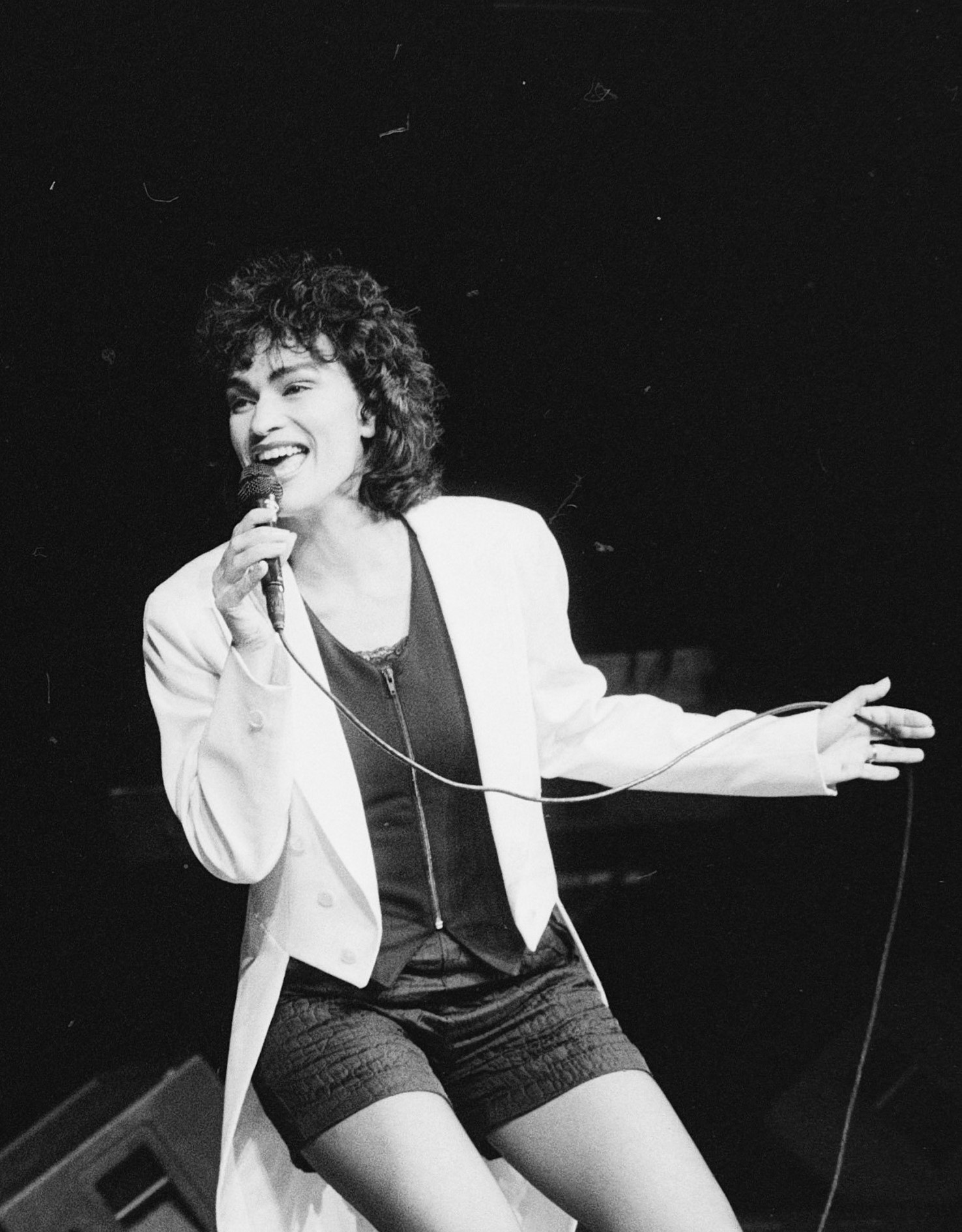
Astrid Seriese (1992)

Astrid Seriese (* 26. Februar 1957 in Den Haag) ist eine niederländische Jazz- und Musiktheater-Sängerin, Gesangslehrerin und Schauspielerin.

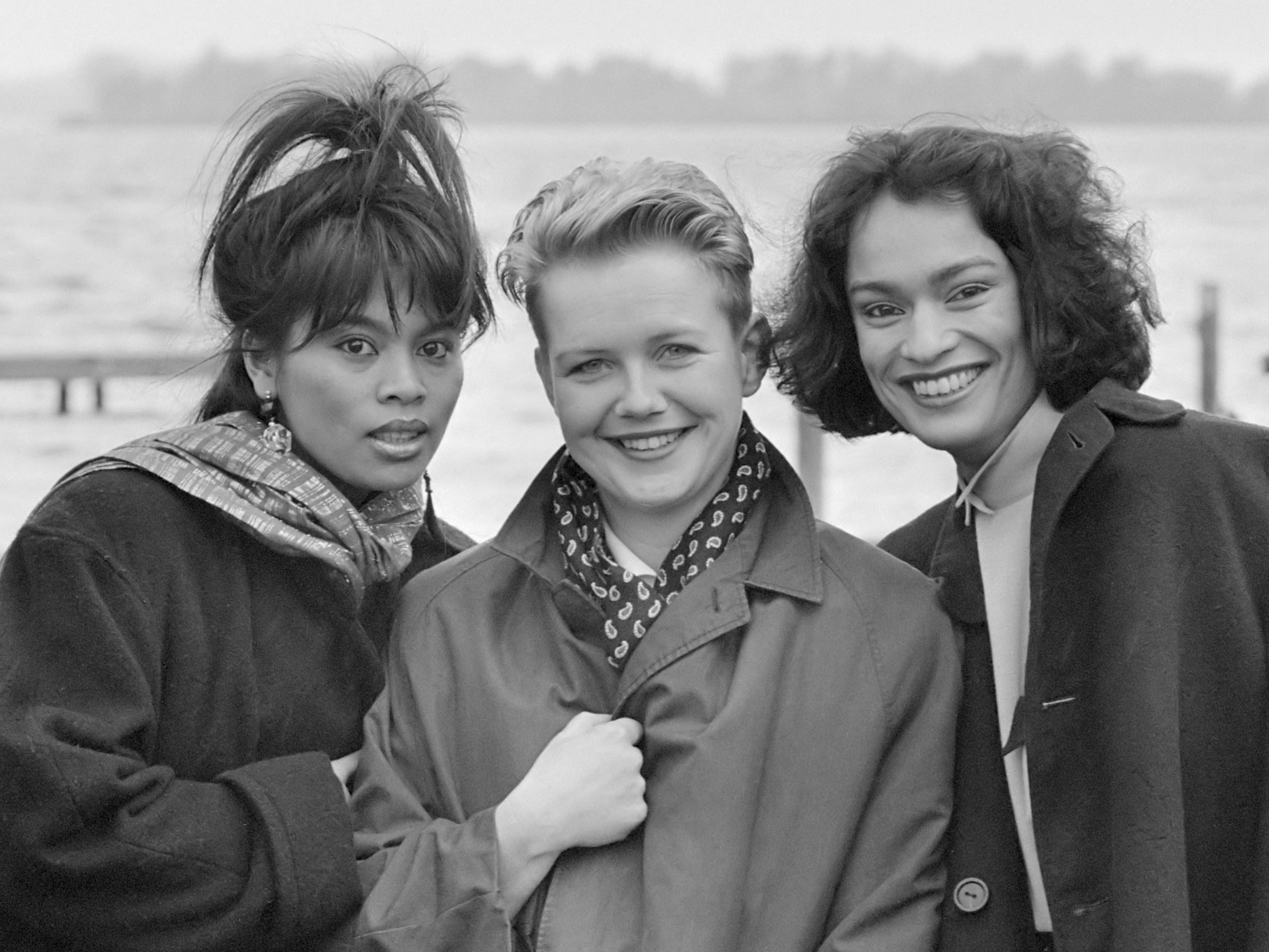
Julya Lo’ko, Mathilde Santing und Astrid Seriese (v. l. n. r.)

Sie wurde als jüngstes von fünf Kindern einer indonesischen Mutter und eines holländischen Vaters geboren und wuchs in Den Haag auf. Sie besuchte die Montessorischule und nahm nebenbei Klavier- und Gesangsunterricht. 1978 zog sie nach Amsterdam, wo sie am Sweelinck Konservatorium (was sie aber nach drei Jahren vorzeitig beendete) und gleichzeitig an der Akademie für Kleinkunst studierte, was sie 1983 abschloss (Examensarbeit war die Juliette in Klaus Mann´s „Mephisto“, wobei sie nebenbei Brecht/Weill-Songs sang). Im selben Jahr begegnete sie dem Komponisten Nedly Elstak (den sie ihren Mentor und Freund nennt), der sie für seine Band „Seven Singers and a Horn“ engagierte (in dem auch Soesja Citroen und Willem Breuker mitspielten). Daneben spielte sie 1983 und 1984 im Tingel-Tangel Cabaret von Sieto Hoving. 1985 war sie mit Julya Lo´Ko und Mathilde Santing im niederländischen Team für das Knokke Songfestival, wo sie den ersten Preis gewannen. Mit beiden tourte sie auch in den 1990er Jahren in Holland. Im selben Jahr beginnt eine Zusammenarbeit mit dem Komponisten Louis Andriessen in verschiedenen Musiktheater-Projekten (u. a. Aufnahme von „Y Despues“ 1986 nach einem Gedicht von Garcia Lorca). Im selben Jahr bildete sie ein Quintett mit Nedly Elstak, eine Zusammenarbeit die aber durch den Tod des Komponisten 1989 abgebrochen wurde. 1987 hatte sie ihr Filmdebüt in „Blonde Dolly“.
1990 spielte sie die Hauptrolle in der BBC TV-Produktion „M is Man, Music, Mozart“ unter der Regie von Peter Greenaway (Musik Louis Andriessen). Mit der entsprechenden Bühnenversion ging sie ab 1992 auf Tournee in Europa. 1993 erschien ihre Debüt-CD „Eclipse“ gefolgt von „Secret World“ 1994. Auf ihrer dritten CD „Into Temptation“ von 1996 singt sie Songs von Kurt Weill bis Tom Waits. 1997 hat ihre Komposition „Die Frauen von Troja“ (Trojaanse Vrouwen)  nach dem Euripides-Stoff Premiere, in der sie auch singt. 1998 komponiert sie mit dem Gitarristen Martijn van Agt und dem Schlagzeuger Peter Meuris die Musik für die TV-Serie „Die Kinder von Hondsberg“ und spielt die Carmen in einer TV-Produktion der Bizet-Oper. 1999 erschien ihre CD „Seriese Live!“. Danach ging sie nicht mehr mit eigenen Shows (jeweils nach Erscheinen der CDs) auf Tour, da sich das finanziell nicht mehr auszahlte. 2000 bis 2004 war sie auf Tournee mit der Musiktheaterproduktion „She´s got game“. 2001 erschien ihr Album „Nuances van Liefde“ mit ausschließlich eigenen Kompositionen und mit niederländischen Texten. 2006 nahm sie an Performances „Charcoal Songs“ mit der bildenden Künstlerin Mieke de Haan und dem Bassisten Wim Essed teil.